# سارگیس آروتچیان
سارگیس تیگرانی آروتچیان (ارمنی: Սարգիս Տիգրանի Արուտչյան؛ زاده ۲۵ سپتامبر ۱۹۲۰ - درگذشته ۱۲ مهٔ ۲۰۰۰) نقاش، کارگردان تئاتر اهل ارمنستان بود.

## زندگی‌نامه
وی در ۲۵ سپتامبر ۱۹۲۰ در روستوف-نا-دونو در به دنیا آمد و از کالج دولتی هنرهای زیبای پانوس ترلمزیان (۱۹۴۱) Երևանի պետական գեղարվեստաթատերական ինստիտուտ (۱۹۵۰) فارغ‌التحصیل گشت. وی همچنین برنده جوایزی همچون چهره هنری شایسته ارمنستان شوروی، نشان جنگ میهنی (درجه دو), نشان برجسته افتخار و جایزه دولتی ارمنستان شوروی (۱۹۷۵) شد. وی در ۱۲ مهٔ ۲۰۰۰ در سن ۷۹ سالگی در لس آنجلس درگذشت.